# Associazione Calcio Femminile Marmi Trani 80 1983
Questa voce raccoglie le informazioni riguardanti l'Associazione Calcio Femminile Marmi Trani 80 nelle competizioni ufficiali della stagione 1983.

## Stagione
Sulle ali dell'entusiasmo per l'ottimo esordio nella massima divisione ottenuto la stagione precedente, il direttivo biancoazzurro inizia a pensare anche allo scudetto: con due soli innesti la spagnola Conchi Sanchez e la promettente Viola Langella, si costruisce il Trani dei miracoli, che ottiene 24 vittorie e 4 pareggi su 28 partite.
Ma questo curriculum prestigioso non basta a vincere lo scudetto, ma solo a disputare una gara spareggio con la blasonata Alaska Lecce. La Marmi Trani 80, non possedendo un bagaglio di esperienza alle spalle, cede sul piano emotivo e vede sfumare il tricolore, ma conclude positivamente l'annata conquistando la Coppa Italia.
Anche per questa stagione ogni squadra di Serie A può schierare 4 calciatrici straniere. Per ogni partita erano possibili tre sostituzioni.

## Rosa
| N. |                   | Ruolo | Calciatrice        |
| -- | ----------------- | ----- | ------------------ |
|    | Italia (bandiera) | P     | Luana Pavan        |
|    | Italia (bandiera) | P     | Sandra Zenari      |
|    | Scozia (bandiera) | D     | Maria Blagojevic   |
|    | Italia (bandiera) | D     | Paola Bonato       |
|    | Italia (bandiera) | D     | Viola Langella     |
|    | Italia (bandiera) | D     | Antonella Marrazza |
|    | Italia (bandiera) | D     | Flora Morlin       |
|    | Italia (bandiera) | D     | Anna Palma         |
|    | Italia (bandiera) | D     | Flavia Visentin    |
|    | Italia (bandiera) | C     | Silvana Dal Borgo  |
|    | Italia (bandiera) | C     | Teresa La Fronza   |
|    | Italia (bandiera) | C     | Caterina Lorusso   |

| N. |                    | Ruolo | Calciatrice               |
| -- | ------------------ | ----- | ------------------------- |
|    | Italia (bandiera)  | C     | Deborah Montagnani        |
|    | Irlanda (bandiera) | C     | Anne O'Brien              |
|    | Spagna (bandiera)  | C     | Concepción Sánchez Freire |
|    | Italia (bandiera)  | C     | Tonia Russo               |
|    | Italia (bandiera)  | C     | Flavia Visentin           |
|    | Italia (bandiera)  | A     | Rosa Forni                |
|    | Scozia (bandiera)  | A     | Helen Harkison            |
|    | Italia (bandiera)  | A     | Maria Losciale            |
|    | Italia (bandiera)  | A     | Marinella Macaolo         |
|    | Italia (bandiera)  | A     | Adele Marsiletti          |
|    | Italia (bandiera)  | A     | Carolina Morace           |

## Risultati

### Serie A

#### Girone di andata
| Arbitro: | Varriale (Napoli) |

|                                             |           |  |
| O'Brien 53’ (rig.) Sánchez 66’ Harkison 71’ | Marcatori |  |

| Arbitro: | Zaza (Torino) |

|  |           |                            |
|  | Marcatori | 5’, 26’ Morace 83’ Sánchez |

| Arbitro: | Tagliaferro (Roma) |

|                          |           |  |
| Marsiletti 4’ Sánchez 8’ | Marcatori |  |

| Arbitro: | Alfei (Roma) |

|                                                  |           |  |
| Marsiletti 14’, 26’ O'Brien 21’, 38’ Sánchez 46’ | Marcatori |  |

| Arbitro: | Zaza (Torino) |

|  |           |            |
|  | Marcatori | 36’ Morace |

| Arbitro: | Vitelli (Roma) |

|                        |           |              |
| Sánchez 16’ Morace 18’ | Marcatori | 26’ Barretta |

| Santa Margherita Ligure 26 marzo 1983, ore 16:00 CEST 7ª giornata | Tigullio 72       | 0 – 0 | Marmi Trani 80 | Stadio Comunale (??? spett.)\| Arbitro: \| Rivetti (Brescia) \| |
| Arbitro:                                                          | Rivetti (Brescia) |       |                |                                                                 |

| Arbitro: | Sportelli (Lucca) |

|                                                |           |                   |
| Marsiletti 16’, 8’ Morace 18’, 25’ Sánchez 73’ | Marcatori | 38’ (aut.) Bonato |

| Arbitro: | Benini (Roma) |

|  |           |                 |
|  | Marcatori | 52’, 84’ Morace |

| Arbitro: | Podavini (Brescia) |

|                        |           |  |
| Sánchez 53’ Morace 79’ | Marcatori |  |

| Arbitro: | Tagliaferro (Roma) |

|              |           |                    |
| Pierozzi 20’ | Marcatori | 60’ (rig.) O'Brien |

#### Girone di ritorno
| Arbitro: | Puddu (Cagliari) |

|  |           |            |
|  | Marcatori | 58’ Morace |

| Arbitro: | Anastasi (Catania) |

|                                          |           |  |
| Marsiletti 3’, 22’, 46’ Sánchez 65’, 79’ | Marcatori |  |

| Arbitro: | Zaza (Torino) |

|             |           |                                      |
| Masella 70’ | Marcatori | 5’ Russo 28’, 50’ Sánchez 68’ Morace |

| Arbitro: | Sportelli (Lucca) |

|  |           |                            |
|  | Marcatori | 4’, 30’ Sánchez 75’ Morace |

| Arbitro: | Puleo (Palermo) |

|                                      |           |  |
| Sánchez 4’ Morace 27’ Marsiletti 68’ | Marcatori |  |

| Arbitro: | Segreto (Roma) |

|                  |           |                |
| Mango 63’ (rig.) | Marcatori | 1’, 48’ Morace |

| Arbitro: | Sportelli (Lucca) |

|            |           |  |
| Morace 27’ | Marcatori |  |

| Arbitro: | Puddu (Cagliari) |

|  |           |                                                             |
|  | Marcatori | 10’, 15’, 52’, 69’ Marsiletti 20’ (rig.) O'Brien 39’ Morace |

| Arbitro: | Anastasi (Catania) |

|                  |           |           |
| Sánchez 27’, 56’ | Marcatori | 26’ Golin |

| Arbitro: | Benini (Roma) |

|            |           |             |
| Reilly 25’ | Marcatori | 86’ Sánchez |

| Arbitro: | Mignucci (Roma) |

|                                 |           |  |
| Sánchez 25’, 51’ Blagojevic 68’ | Marcatori |  |

#### Spareggio scudetto
| Arbitro: | Podavini (Brescia) |

|                                    |           |  |
| Langella 19’ (aut.) Augustesen 65’ | Marcatori |  |

### Coppa Italia
| Arbitro: | Puleo (Palermo) |

|  |           |                          |
|  | Marcatori | 13’ Palma 52’ Marsiletti |

| Arbitro: | Podavini (Brescia) |

|                                             |           |  |
| Harkison 3’ Sánchez 35’, 75’ Marsiletti 47’ | Marcatori |  |

| Arbitro: | Sagrestani (Roma) |

|           |           |                                                           |
| Mango 84’ | Marcatori | 10’, 70’ Sánchez 15’, 47’ Marsiletti 22’ Morace 67’ Russo |

| Arbitro: | Pappalardo (Catania) |

|                                    |           |  |
| Noviello 1’ (aut.) Sánchez 4’, 32’ | Marcatori |  |

| Arbitro: | Sportelli (Lucca) |

|                |           |                                 |
| Bartoccioni 5’ | Marcatori | 39’, 83’ Marsiletti 65’ O'Brien |

| Arbitro: | Varriale (Napoli) |

|                            |           |                 |
| Morace 8’, 63’ Sánchez 11’ | Marcatori | 36’ Bartoccioni |

| Arbitro: | Anastasi (Catania) |

|                                           |                      |                                       |
| Blagojevic 64’                            | Marcatori            | 74’ Bonci                             |
| O'Brien Russo Blagojevic Langella Sánchez | Tiri di rigore 6 – 5 | Bravieri Barani Piaceri Salfa Orlandi |

## Statistiche

### Statistiche di squadra
| Competizione | Punti | In casa | In casa | In casa | In casa | In casa | In casa | In trasferta | In trasferta | In trasferta | In trasferta | In trasferta | In trasferta | Totale | Totale | Totale | Totale | Totale | Totale | DR  |
| Competizione | Punti | G       | V       | N       | P       | Gf      | Gs      | G            | V            | N            | P            | Gf           | Gs           | G      | V      | N      | P      | Gf     | Gs     | DR  |
| ------------ | ----- | ------- | ------- | ------- | ------- | ------- | ------- | ------------ | ------------ | ------------ | ------------ | ------------ | ------------ | ------ | ------ | ------ | ------ | ------ | ------ | --- |
| Serie A      | 41    | 11      | 11      | 0       | 0       | 33      | 3       | 11           | 8            | 3            | 0            | 24           | 4            | 22     | 19     | 3      | 0      | 57     | 7      | +50 |
| Coppa Italia | 13    | 3       | 3       | 0       | 0       | 10      | 2       | 4            | 3            | 1            | 0            | 12           | 3            | 7      | 6      | 1      | 0      | 22     | 5      | +17 |
| Totale       | 54    | 14      | 14      | 0       | 0       | 43      | 5       | 15           | 11           | 4            | 0            | 36           | 7            | 29     | 25     | 4      | 0      | 79     | 12     | +67 |

### Statistiche dei giocatori
| Giocatore         | Serie A  | Serie A | Serie A     | Serie A    | Coppa Italia | Coppa Italia | Coppa Italia | Coppa Italia | Totale   | Totale | Totale      | Totale     |
| Giocatore         | Presenze | Reti    | Ammonizioni | Espulsioni | Presenze     | Reti         | Ammonizioni  | Espulsioni   | Presenze | Reti   | Ammonizioni | Espulsioni |
| ----------------- | -------- | ------- | ----------- | ---------- | ------------ | ------------ | ------------ | ------------ | -------- | ------ | ----------- | ---------- |
| M. Blagojevic     | 21       | 1       | 1           | 1          | 7            | 1            | 0            | 0            | 28       | 2      | 1           | 1          |
| P. Bonato         | 23       | 0       | 0           | 0          | 3            | 0            | 0            | 0            | 26       | 0      | 0           | 0          |
| S. Dal Borgo      | 12       | 0       | 0           | 0          | 0            | 0            | 0            | 0            | 12       | 0      | 0           | 0          |
| R. Forni          | 0        | 0       | 0           | 0          | 4            | 0            | 0            | 0            | 4        | 0      | 0           | 0          |
| H. Harkison       | 3        | 1       | 0           | 0          | 2            | 1            | 0            | 0            | 5        | 2      | 0           | 0          |
| T. La Fronza      | 0        | 0       | 0           | 0          | 2            | 0            | 0            | 0            | 2        | 0      | 0           | 0          |
| V. Langella       | 11       | 0       | 0           | 0          | 6            | 0            | 0            | 0            | 17       | 0      | 0           | 0          |
| M. Losciale       | 0        | 0       | 0           | 0          | 2            | 0            | 0            | 0            | 2        | 0      | 0           | 0          |
| C. Lorusso        | 7        | 0       | 0           | 0          | 6            | 0            | 0            | 0            | 13       | 0      | 0           | 0          |
| M. Macaolo        | 9        | 0       | 0           | 0          | 1            | 0            | 0            | 0            | 10       | 0      | 0           | 0          |
| A. Marrazza       | 23       | 0       | 1           | 0          | 7            | 0            | 0            | 0            | 30       | 0      | 1           | 0          |
| A. Marsiletti     | 23       | 13      | 0           | 0          | 6            | 6            | 0            | 0            | 29       | 19     | 0           | 0          |
| F. Morlin         | 8        | 0       | 0           | 0          | 0            | 0            | 0            | 0            | 8        | 0      | 0           | 0          |
| D. Montagnani     | 0        | 0       | 0           | 0          | 2            | 0            | 0            | 0            | 2        | 0      | 0           | 0          |
| C. Morace         | 23       | 17      | 2           | 0          | 6            | 3            | 0            | 0            | 29       | 20     | 2           | 0          |
| F. Morlin         | 8        | 0       | 0           | 0          | 0            | 0            | 0            | 0            | 8        | 0      | 0           | 0          |
| A. O'Brien        | 23       | 5       | 1           | 0          | 5            | 1            | 0            | 0            | 28       | 6      | 1           | 0          |
| A. Palma          | 21       | 0       | 4           | 0          | 7            | 1            | 0            | 0            | 28       | 1      | 4           | 0          |
| L. Pavan          | 22       | -8      | 0           | 0          | 7            | -5           | 0            | 0            | 29       | -13    | 0           | 0          |
| T. Russo          | 23       | 1       | 1           | 0          | 7            | 1            | 0            | 0            | 30       | 2      | 1           | 0          |
| C. Sánchez Freire | 23       | 19      | 1           | 0          | 7            | 7            | 0            | 0            | 30       | 26     | 1           | 0          |
| F. Visentin       | 2        | 0       | 0           | 0          | 1            | 0            | 0            | 0            | 3        | 0      | 0           | 0          |
| S. Zenari         | 4        | -1      | 0           | 0          | 1            | 0            | 0            | 0            | 5        | -1     | 0           | 0          |

### Maglie e presenze in campionato
| C1         | C2 | 1ª | 2ª | 3ª | 4ª | 5ª | 6ª | 7ª | 8ª | 9ª | 10ª | 11ª | 12ª | 13ª | 14ª | 15ª | 16ª | 17ª | 18ª | 19ª | 20ª | 21ª | 22ª | Sp | C3 | C4 | C5 | C6 | C7 |    |
| ---------- | -- | -- | -- | -- | -- | -- | -- | -- | -- | -- | --- | --- | --- | --- | --- | --- | --- | --- | --- | --- | --- | --- | --- | -- | -- | -- | -- | -- | -- | -- |
| Pavan      | 1  | 1  | 1  | 1  | 1  | 1  | 1  | 1  | 1  | 1  | 1   | 1   | 1   | 1   | 1   |     | 1   | 1   | 1   | 1   | 1   | 1   | 1   | 1  | 1  | 1  | 1  | 1  | 1  | 1  |
| Marrazza   | 2  | 2  | 2  | 2  | 2  | 2  | 2  | 2  | 2  | 2  | 2   | 2   | 2   | 2   | 2   | 2   | 2   | 2   | 2   | 2   | 2   | 2   | 2   | 2  | 2  | 3  | 3  | 2  | 3  | 2  |
| Bonato     | 3  | 3  | 3  | 3  | 3  | 3  | 3  | 3  | 3  | 3  | 3   | 3   | 3   | 3   | 3   | 3   | 3   | 3   | 3   | 3   | 3   | 3   | 3   | 3  | 3  |    |    |    |    | 3  |
| Russo      | 4  | 4  | 4  | 4  | 4  | 4  | 4  | 7  | 7  | 7  | 7   | 7   | 7   | 7   | 7   | 7   | 7   | 7   | 7   | 7   | 7   | 7   | 7   | 7  | 7  | 4  | 7  | 7  | 4  | 7  |
| Blagojevic | 5  | 5  | 5  | 5  | 5  | 5  | 5  | 5  | 3  | 5  | 5   | 5   | 5   |     |     | 5   | 5   | 5   | 5   | 5   | 5   | 5   | 5   | 5  | 5  | 5  | 5  | 15 | 5  | 5  |
| Palma      | 6  | 6  | 6  | 6  | 6  | 6  | 6  | 4  | 4  | 4  | 4   | 4   | 4   | 4   | 4   | 4   | 4   | 4   | 4   | 4   | 4   |     | 4   |    | 4  | 2  | 2  | 5  | 2  | 4  |
| Harkison   | 7  | 7  | 7  | 7  | 7  |    |    |    |    |    |     |     |     |     |     |     |     |     |     |     |     |     |     |    |    |    |    |    |    |    |
| Sánchez    | 8  | 8  | 8  | 8  | 8  | 8  | 8  | 8  | 8  | 8  | 8   | 8   | 8   | 8   | 8   | 8   | 8   | 8   | 8   | 8   | 8   | 8   | 8   | 8  | 8  | 8  | 8  | 8  | 8  | 8  |
| Morace     | 9  | 9  | 9  | 9  | 9  | 9  | 9  | 9  | 9  | 9  | 9   | 9   | 9   | 9   | 9   | 9   | 9   | 9   | 9   | 9   | 9   | 9   | 9   | 9  | 9  | 9  | 9  | 9  | 9  |    |
| O'Brien    | 10 | 10 | 10 | 10 | 10 | 10 | 10 | 10 | 10 | 10 | 10  | 10  | 10  | 10  | 10  | 10  | 10  | 10  | 10  | 10  | 10  | 10  | 10  | 10 | 10 |    | 10 | 10 |    | 10 |
| Marsiletti | 11 | 11 | 11 | 11 | 11 | 11 | 11 | 11 | 11 | 11 | 11  | 11  | 11  | 11  | 11  | 11  | 11  | 11  | 11  | 11  | 11  | 11  | 11  | 11 | 11 | 11 |    | 11 | 11 | 11 |
| Visentin   | 14 |    |    |    | 14 |    | 14 |    |    |    |     |     |     |     |     |     |     |     |     |     |     |     |     |    |    |    |    |    |    |    |
| Macaolo    | 15 |    | 15 | 14 |    | 7  | 7  | 14 |    |    |     |     |     |     |     |     | 15  |     |     |     | 14  |     |     |    | 14 | 15 |    |    |    |    |
| Lorusso    |    |    | 16 |    |    | 14 |    |    |    |    |     |     |     |     | 16  |     |     | 16  |     |     | 13  | 4   |     | 4  |    | 10 | 4  | 6  | 10 | 9  |
| Dal Borgo  |    |    |    |    |    |    |    | 6  | 6  | 6  | 6   | 6   | 6   | 6   | 6   |     | 6   | 6   | 6   | 6   |     |     |     |    |    |    |    |    |    |    |
| Morlin     |    |    |    |    |    |    |    | 13 |    | 14 |     | 14  |     |     | 13  | 13  |     |     |     |     |     | 13  | 13  | 13 |    |    |    |    |    |    |
| Zenari     |    |    |    |    |    |    |    |    |    | 12 |     | 12  |     |     |     | 1   |     |     |     |     |     |     |     | 12 |    | 12 |    |    |    |    |
| Langella   |    |    |    |    |    |    |    |    |    | 13 |     | 13  | 13  | 5   | 5   | 6   |     |     |     |     | 6   | 6   | 6   | 6  | 6  | 6  | 6  | 4  | 6  | 6  |
| Forni      |    |    |    |    |    |    |    |    |    |    |     |     |     |     |     |     |     |     |     |     |     |     |     |    |    | 7  | 11 | 3  | 14 |    |
| Losciale   |    |    |    |    |    |    |    |    |    |    |     |     |     |     |     |     |     |     |     |     |     |     |     |    |    | 13 | 13 |    |    |    |
| Montagnani |    |    |    |    |    |    |    |    |    |    |     |     |     |     |     |     |     |     |     |     |     |     |     |    |    | 14 | 14 |    |    |    |
| La Fronza  |    |    |    |    |    |    |    |    |    |    |     |     |     |     |     |     |     |     |     |     |     |     |     |    |    |    |    |    | 7  | 13 |

Legenda

Da 1 a 22: campionato. Sp = spareggio. C =  partite di Coppa Italia.